# Георгіївська церква (Старе Місто)
Це́рква Свято́го Гео́ргія — православний парафіяльний храм у Києві, в історичному центрі, збудований у 1744—1752 роках та зруйнований у 1934 році. Розташовувався на сходженні вулиці Золотоворітської та Георгіївського провулка, на місці стародавньої Георгіївської церкви часів Київської Русі.

## Історія храму

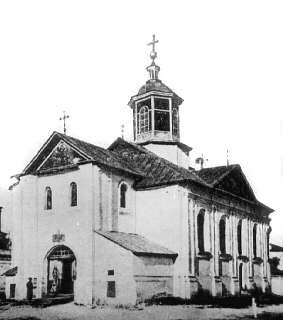
Георгіївська церква до перебудови. Фото кінця XIX ст.

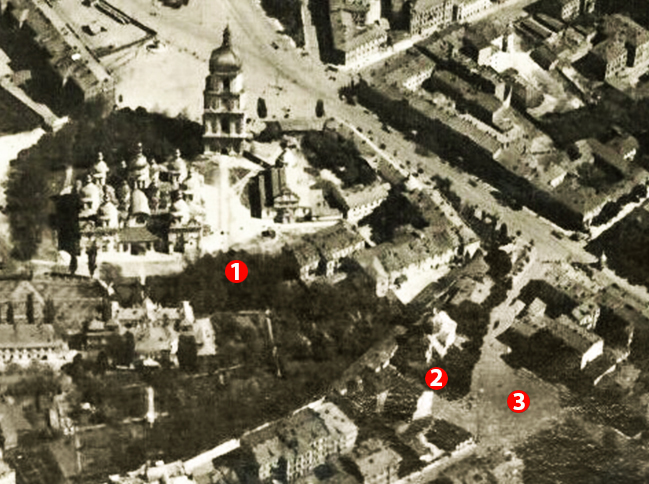
Аерофотозйомка 1918 року:
1) Софія Київська,
2) Георгіївська церква,
3) сквер із сучасним пам'ятником «Захисникам кордонів Вітчизни» («Козак на коні»).

Першу церкву на честь святого Георгія Побідоносця на цьому місці звели у XI столітті як головний храм Георгіївського монастиря. Храм і монастир заклав 1037 року князь Ярослав Мудрий, чиє хрестильне ім'я було Георгій. У XII—XIII століттях протягом міжусобних воєн монастир неодноразово грабували і спалювали, і зрештою 1240 року під час монгольської навали на Київ Георгіївський монастир був остаточно зруйнований.
У 1674 році за ініціативи тогочасного київського воєводи князя Юрія Петровича Трубецького та з благословення Лазаря Барановича на давніх фундаментах спорудили дерев'яну Георгіївську церкву із приділом на честь преподобного Сергія Радонезького. Ці приділи були освячені відповідно 26 листопада і 16 грудня (за старим стилем) того ж, 1674 року. Усе храмове начиння було місцевого виробництва. Втім, дерев'яна споруда була недовговічною та за кілька десятиліть занепала.

### Мурована Георгіївська церква
У вересні 1744 року, під час свого візиту до Києва, російська імператриця Єлизавета Петрівна на фундаментах старовинного храму власноруч заклала наріжний камінь нової, вже мурованої церкви святого Георгія, та пожертвувала значну частину необхідних для будівництва коштів. У будівництві церкви значну роль відіграли військові (рейтари), що жили поруч і стали основою для парафії майбутньої церкви. Освячення новозведеного храму відбулося 1752 року.
Це була невелика (24 м у довжину і 13 м у ширину), тридільна, однобанна, одноапсидна церква із стриманим бароковим декором. Стіни північного і південного фасадів були вертикально розчленовані пілястрами, між якими розташовувалися півциркульні вікна, та завершувалися трикутними фронтонами із розписами в тимпанах; аналогічним фронтоном завершувався і нартекс. Основний об'єм увінчувався невеликою сферичною банею на восьмигранному барабані. Інтер'єр церкви прикрашав іконостас у стилі рококо. Церква мала два приділи: головний в ім'я святого Георгія та північний в ім'я святих Захарія та Єлисавети. Церкву оточувала огорожа, спершу дерев'яна, влаштована у 1755 році та відновлена у 1820 році, а пізніше, в 1869 році — ґратчаста.
Станом на 1806 рік парафія Георгіївської церкви складалася з 282 дворів і налічувала 292 особи (115 чоловіків, з яких 67 військовиків, та 177 жінок). У другій половині XVII — на початку XVIII століття при церкві святого Георгія існувало протестантське та, ймовірно, католицьке кладовища. 1816 року у притворі храму поховали Константиноса Іпсиланті, господара Молдови та Валахії, борця за незалежність Греції, який після поразки антитурецького повстання поселився у Києві. Мармурові саркофаг і надгробок створив петербурзький скульптор С. С. Піменов, хоча раніше автором вважали італійського скульптора Антоніо Канову. Перед знищенням церкви у 1934 році надгробок Іспіланті перенесли до Києво-Печерської Лаври. У 1808 році митрополит Серапіон власним коштом відремонтував храм, замінив баню на залізну та прикрасив стіни церкви всередині та ззовні розписами.
У другій половині XIX століття серед парафіян Георгіївської церкви було багато видатних киян — підприємців, митців, громадських діячів. Серед них були, зокрема, родина Терещенків, члени якої робили значні пожертви храму, Григорій Ґалаґан із родиною, батьки Сергія та Миколи Бердяєвих. В останній третині XIX століття старостою церкви був книговидавець Стефан Кульженко, який ініціював оновлення храму. Проєкт перебудови склав архітектор В. М. Ніколаєв, будівельні роботи завершилися в серпні 1884 року. Основну частину коштів на реконструкцію — 6 тис. рублів — пожертвували Нікола Терещенко та його дружина Пелагея Георгіївна, ще 2 тисячі зібрали парафіяни. Внаслідок реконструкції Георгіївська церква набула псевдовізантійських рис: маленьку баньку змінив великий купол на масивному гранчастому барабані, над притвором надбудували одноярусну дзвіницю, трикутний фронтон на південному фасаді замінили напівциркульним. До західного фасаду добудували тамбур, увінчаний кокошником і маківкою з хрестом. Нові настінні розписи виконав молодий художник Іван Їжакевич, використавши в роботі українські народні мотиви. Також на прохання старости Стефана Кульженка того ж 1884 року при церкві, на розі вулиць Володимирської та Рейтарської збудували за проєктом В. Ніколаєва одноповерховий мурований будинок причту.
У 1895 році парафіяни церкви зібрали кошти (близько 4 тис. рублів, 3 тис. з яких пожертвували Нікола Терещенко з дружиною) на нові розписи внутрішніх стін і стелі. Роботи мав виконати іконописець Володимир Сонін під наглядом єпархіального архітектора В. М. Ніколаєва.
У 1898 році новий церковний староста, купець Порфирій Ждановський ініціював нову реконструкцію церкви, в рамках якої приміщення церкви розширили, до південного фасаду прибудували муровану ризницю за проєктом В. Ніколаєва, а 1901 року замість дерев'яної паперті збудували кам'яну за проєктом архітектора Євгена Єрмакова.
У квітні 1908 року парафіяни Георгіївської церкви звернулися до міського голови із проханням впорядкувати площу перед церквою і встановити тут фонтан. Міська влада погодила це прохання та розпорядилася перенести на Георгіївську площу чавунний фонтан виробництва заводу О. Термена, який первісно 1901 року встановили на сусідній Софійській площі — там він виявився зовсім недоречним, адже опинився фактично на проїжджій частині. Але Перша світова війна та подальші політичні події завадили цим планам, а фонтан із Софійської площі наприкінці 1920-х років взагалі прибрали.

### Георгіївська церква за радянських часів
У першій половині 1920-х років церква святого Георгія належала громаді традиційної «старослов'янської» орієнтації. У 1926 році радянська влада вирішила, через нібито неспроможність церковної громади утримувати храм у належному стані, передати його в користування «обновленської» церкви, що викликало значне обурення старої громади. У 1929 або 1930 році більшовики закрили церкву для богослужінь. На право користування приміщенням колишнього храму претендували одразу кілька державних установ, зокрема, Київський Центральний історичний архів, міліція та Рада безвірників. 6 вересня 1931 року президія Київської міськради ухвалила чергове рішення про закриття Георгіївської церкви та передала приміщення Спілці войовничих безвірників, члени якої спаплюжили храмові інтер'єри, зокрема, трьохярусний іконостас середини XVIII століття роботи майстрів растреллівської школи, та надгробок Константіноса Іпсіланті, про що в березні 1932 року повідомила комісія інспектури охорони пам'яток. Георгіївську церкву планували передати Центральному історичному архіву, який давно претендував на це приміщення, але зрештою у храмі розмістили Радіотрансляційний вузол (за іншими джерелами тут розмістився клуб друкарів). Нові господарі замалювали внутрішні розписи та розламали ампірний іконостас, надгробок Іпсіланті перенесли спочатку до Софійського собору, потім — до Києво-Печерської лаври. Вибух в Лаврі 3 листопада 1941 року зруйнував надгробок, який був відновлений лише 1997 року коштом грецької діаспори.
Врешті-решт, навесні 1934 року міська рада ухвалила рішення про знесення Георгіївської церкви та будівництві на її місці житлового будинку для вищого командного складу Українського військового округу; того ж року церкву розібрали. Будинок звели у 1936—1937 роках, проєкт підготував архітектор Йосип Каракіс за участю М. Ручка і В. Сазанського. Будівля була посунута архітектором на кілька десятків метрів вглиб провулку від місця, де був храм. На місці колишньої церкви розпланували сквер, в якому значно пізніше позначили фундаменти первісного храму XI століття.

## Настоятелі церкви святого Георгія
- 1880-ті — 9 червня 1891 — Матвій Поторжинський[30]
- 6 серпня 1891 — після 1916 — Олександр Корсаковський[30].